# Jack Coleman (attore)
John MacDonald Coleman, detto Jack (Easton, 21 febbraio 1958), è un attore e sceneggiatore statunitense.
È noto soprattutto per aver preso il posto di Al Corley nel ruolo gay di Steven Carrington nella famosa soap opera anni ottanta Dynasty, e per aver interpretato il ruolo di Noah Bennet nella serie televisiva Heroes.

## Biografia
Coleman appartiene alla sesta generazione di discendenza diretta dell'inventore americano Benjamin Franklin. Il più giovane di sette figli, si è laureato presso la Duke University. Ha sposato l'attrice Beth Toussaint nel 1996 da cui ha avuto una figlia, Tess.
Iniziò la propria carriera attraverso la soap opera Il tempo della nostra vita, in cui apparve tra il 1981 e il 1982 nel ruolo di Jake Kositchek. Nel 1982 entrò nel cast di Dynasty, sostituendo Al Corley, portando sullo schermo uno dei primi personaggi gay della storia della televisione, Steven Carrington. Coleman lasciò Dynasty nel 1988. Subito dopo interpretò una parte nella serie televisiva Nightmare Cafe e apparve nella serie Kingdom Hospital del 2004.
Nel corso della sua carriera, Coleman è apparso in varie serie televisive di successo: CSI: Miami, Nip/Tuck e Senza traccia. Ha scritto la sceneggiatura del film Studio City, nel quale ha recitato. Tra il 2006 e il 2010 ha avuto un ruolo principale nella serie fantascientifica Heroes, interpretando Mr. Bennet (alias HRG, "Horn-Rimmed Glasses"), ruolo che riprenderà nel 2015, nel reboot della serie, Heroes Reborn. Dal 2012 al 2015 ha recitato nella serie Castle ha interpretato il ruolo del Senatore William Braken un politico responsabile di molti omicidi commessi per la sua ascesa al potere.

## Filmografia

### Cinema
- The Pursuit of Happiness (1988)
- Foreign Student (1994)
- Spawn, regia di Mark A.Z. Dippé (1997)
- Sfida contro il tempo (Time Under Fire) (1997)
- The Landlady (1998)
- Studio City, regia di Tom Verica (2003) - cortometraggio
- Beautiful Loser (2008)
- The Contract (2011)
- Emit (2013)
- The Submarine Kid (2015)
- The Tank (2017)

### Televisione
- Il tempo della nostra vita (Days of Our Lives) - serie TV, 4 episodi (1981)
- Glitter - serie TV, un episodio (1984)
- Detective per amore (Finder of Lost Loves) - serie TV, un episodio (1985)
- Love Boat (The Love Boat) - serie TV, 2 episodi (1985)
- I Colby (The Colbys) - serie TV, un episodio (1986)
- Dynasty - serie TV, 148 episodi (1982)
- Le amiche della sposa (Bridesmaids) - film TV (1989)
- Figlia delle tenebre (Daughter of Darkness) - film TV (1990)
- Children of the Bride - film TV (1990)
- The Return of Eliot Ness - film TV (1991)
- Nightmare Cafe - serie TV, 6 episodi (1992)
- Intesa fatale (Rubdown) - film TV (1993)
- Intrappolati nello spazio (Trapped in Space) - film TV (1995)
- Un detective in corsia (Diagnosis Murder) - serie TV, un episodio (1995)
- La legge di Burke (Burke's Law) - serie TV, un episodio (1995)
- Il tocco di un angelo (Touched by an Angel) - serie TV, un episodio (1995)
- The Wonderful World of Disney - serie TV, un episodio (1997)
- Progetto Medusa - minuti contati (Medusa's Child) - film TV (1997)
- The Naked Truth - serie TV, 2 episodi (1998)
- The Net - serie TV, un episodio (1998)
- Replacing Dad - film TV (1999)
- Visioni di morte (Last Rites), regia di Kevin Dowling - film TV (1999)
- Oh Baby - serie TV, 11 episodi (1998)
- Special Unit 2 - serie TV, un episodio (2001)
- Providence - serie TV, un episodio (2001)
- Becker - serie TV, un episodio (2002)
- La vita secondo Jim (According to Jim) - serie TV, un episodio (2003)
- Kingdom Hospital - serie TV, 13 episodi (2004)
- Nip/Tuck - serie TV, un episodio (2004)
- CSI: Miami - serie TV, un episodio (2004)
- Senza traccia (Without a Trace) - serie TV, un episodio (2004)
- Grosso guaio a River City (Cow Belles), regia di Francine McDougall – film TV (2006)
- Entourage - serie TV, un episodio (2006)
- Tempesta polare (Polar Storm) – film TV (2009)
- Heroes – serie TV, 74 episodi (2006)
- The Office - serie TV, 14 episodi (2010)
- The Mentalist - serie TV, un episodio (2010)
- Dr. House - Medical Division (House, M.D.) - serie TV, episodio 7x06 (2010)
- Rock the House - film TV (2011)
- Criminal Minds - serie TV, episodio 7x08 (2011)
- The Vampire Diaries - serie TV, 5 episodi (2011)
- Ultimate Spider-Man - serie TV, 3 episodi (2012)
- Crash & Burn - film TV (2012)
- Castle - serie TV, 6 episodi (2012-2015)
- Burn Notice - Duro a morire (Burn Notice) - serie TV, 11 episodi (2013)
- Scandal - serie TV, 6 episodi (2013)
- CSI - Scena del crimine (CSI: Crime Scene Investigation) - serie TV, un episodio (2014)
- Hulk and the Agents of S.M.A.S.H. - serie TV, un episodio (2014)
- Salvation - film TV (2014)
- Avengers Assemble - serie TV, un episodio (2015)
- Chicago P.D. - serie TV, 3 episodi (2015-2021)
- Heroes Reborn: Dark Matters - miniserie TV, 2 episodi (2015)
- Heroes Reborn - miniserie TV, 13 puntate (2015)
- Do I Say I Do? - film TV (2017)
- Red Blooded - serie TV, un episodio (2017)
- Le regole del delitto perfetto (How to Get Away with Murder) - serie TV, episodio 4x11 (2018)
- Ordinary Joe - serie TV, 7 episodi (2021-2022)
- Westworld - Dove tutto è concesso (Westworld) – serie TV, episodio 4x02 (2022)

## Doppiatori italiani
Nelle versioni in italiano delle opere in cui ha recitato, Jack Coleman è stato doppiato da:
- Angelo Maggi in Nightmare Cafe, Castle, Le regole del delitto perfetto
- Vittorio Guerrieri in Sfida contro il tempo, Burn Notice - Duro a morire
- Francesco Prando in Grosso guaio a River City, The Mentalist, Chicago P.D.
- Roberto Pedicini in Heroes, Heroes Reborn
- Luca Biagini in CSI - Scena del crimine, Westworld - Dove tutto è concesso, Chicago P.D.
- Roberto  Del  Giudice in Detective per amore
- Gaetano Varcasia in Un detective in corsia
- Mauro Gravina in CSI: Miami
- Riccardo Lombardo in Nip/Tuck
- Vittorio De Angelis in Kingdom Hospital
- Tony Sansone in Tempesta polare
- Massimo Bitossi in Dr. House - Medical Division
- Massimo Lodolo in Le amiche della sposa
- Sergio Lucchetti in Criminal Minds
- Roberto Draghetti in The Vampire Diares
- Gianni Bersanetti in Senza papà
- Pasquale Anselmo in Chicago P.D.
- Sandro Acerbo in Dynasty
- Donato Sbodio in Scandal
- Antonio Palumbo in The Office